# Xylopodia klaprothioides
Xylopodia klaprothioides ist die einzige Art der Pflanzengattung Xylopodia innerhalb der Familie der Blumennesselgewächse (Loasaceae).

## Beschreibung

### Vegetative Merkmale
Bei Xylopodia klaprothioides handelt es sich um einen aufrecht verzweigten Strauch, der aus einem waagerechten Xylopodium wächst.
Die Laubblätter sind gegenständig angeordnet. Die Blattspreiten haben auf jeder Seite zwei bis drei Blattlappen und der Blattrand ist gesägt.

### Generative Merkmale
Der endständige Blütenstand ist ein Dichasium. Unter den hängenden Blüten stehen jeweils zwei winzige Vorblätter.
Die zwittrigen Blüten sind radiärsymmetrisch und vierzählig mit doppelter Blütenhülle. Es sind vier Kelchblätter vorhanden. Die Kronblätter sind grün.
Die äußeren Staminodien sind verwachsen und bilden ein weißes Schuppenblatt (nectar scale), dessen Spitze in drei bis vier dreieckige Lappen ausläuft.
Die grüngelben Staminodien stehen in Gruppen zu sieben bis neun Stück miteinander, die vier bis sechs äußeren sind am Ansatz miteinander verwachsen und bilden ein grün-gelbes, dicht papillös behaartes Schuppenblatt (nectar scale), die inneren Staminodien sind unverwachsen.
Der Fruchtknoten ist halboberständig.
Die fast kugelige und gerade Kapselfrucht öffnet sich mit vier Klappen am oberen Ende der Frucht. Die Samen sind schmal eiförmig.
Die Chromosomenzahl beträgt 2n = 24.

## Vorkommen
Xylopodia klaprothioides gedeiht auf Felshängen und ist ein Endemit in der peruanischen Region Cajamarca.

## Systematik
Xylopodia klaprothioides ist die einzige Art der Gattung Xylopodia, die zur Tribus Klaprothieae in der Unterfamilie Loasoideae innerhalb der Familie Loasaceae gehört. Die gültige Erstbeschreibung von Xylopodia klaprothioides erfolgte 2006 durch Maximilian Weigend in Taxon, Volume 55, Issue 2, Seite 467, f. 1. Nachdem die Veröffentlichung in seiner Doktorarbeit 1997 und der dazu umfangreichen systematischen Arbeiten zur Familie Loasaceae durch Maximilian Weigend keine gültige Erstveröffentlichung einer Art darstellte.